# All Hands
All Hands Magazine of the U. S. Navy je oficiální časopis Námořnictva Spojených států amerických, který je určen pro námořníky sloužící v jeho řadách. Pod odlišnými názvy byl vydáván již od roku 1922, současný název nese od roku 1945. Tento časopis vydává Naval Media Center ve Washingtonu, D.C., odpovědným šéfredaktorem je kapitán Gordon Hume.